# Campionati europei cadetti di scherma 2016
I Campionati europei cadetti di scherma del 2016 ("2016 European Cadets Fencing Championships") sono stati organizzati dalla Confederazione europea di scherma e si sono svolti a Novi Sad in Serbia, dal 28 febbraio al 4 marzo 2016.
Nel fioretto, si sono aggiudicati i titoli dei campionati europei il russo Kirill Borodačëv, che ha battuto in finale il fratello Anton Borodačëv, e l'italiana Serena Rossini che ha avuto la meglio sulla connazionale Arianna Pappone.
Nella spada l'israeliano Stanislav Galper ha battuto in finale il russo Daniil Rudych, ottenendo il titolo europeo cadetti maschile, mentre tra le donne l'italiana Federica Isola ha superato la russa Manana Saumova.
Nella sciabola l'italiano Matteo Neri prevale sul connazionale Giacomo Mignuzzi, mentre la magiara Liza Pusztai ha battuto la connazionale Dorottya Bérczy.
Nei campionati europei cadetti a squadre maschili, la nazionale russa ha prevalso nella finale del fioretto contro l'Italia, mentre la nazionale magiara ha vinto nella spada contro la formazione israeliana, ed infine la nazionale russa ha avuto la meglio sulla compagine italiana nella sciabola.
Nei campionati europei cadetti a squadre femminili, la nazionale russa ha prevalso nella finale del fioretto contro la Germania, l'Italia ha vinto nella spada contro la compagine russa, ed infine la formazione magiara ha avuto la meglio sulla nazionale francese nella sciabola.

## Podi

### Uomini
| Specialità  | Oro                                                                         | Argento                                                                        | Bronzo                                                                |
| Individuali |                                                                             |                                                                                |                                                                       |
| Fioretto    | Kirill Borodačëv                                                            | Anton Borodačëv                                                                | Vladislav Myl'nikov Silviu Rosu                                       |
| Spada       | Stanislav Galper                                                            | Daniil Rudych                                                                  | Alessio Preziosi Wojciech Lubieniecki                                 |
| Sciabola    | Matteo Neri                                                                 | Giacomo Mignuzzi                                                               | Karol Lademann Atakan Islam Hezer                                     |
| A squadre   |                                                                             |                                                                                |                                                                       |
| Fioretto    | Russia Bogdan Barmakov Anton Borodačëv Kirill Borodačëv Vladislav Myl'nikov | Italia Tommaso Marini Filippo Mariotti Matteo Claudio Resegotti Pietro Velluti | Germania Kerem Ercan Luis Klein Martin Wiemann Anton Ziegon           |
| Spada       | Ungheria Tibor Andrásfi Bence Bende Máté Koch Dávid Nagy                    | Israele Zvi Blitsman Stanislav Galper Saar Lieva Jacob Pizenberg               | Russia Daniil Beljaninov Igor' Korovin Timofej Panin Daniil Rudych    |
| Sciabola    | Russia Arsenij Panteleev Vladislav Pozdnjakov Andrej Tkačëv Artëm Celyšev   | Italia Alberto Fornasir Giacomo Mignuzzi Matteo Neri Stefano Stigliano         | Francia Mathieu Belkessam Eliott Bibi Maxime Pianfetti Matthias Rivet |

### Donne
| Specialità  | Oro                                                                                   | Argento                                                                         | Bronzo                                                                |
| Individuali |                                                                                       |                                                                                 |                                                                       |
| Fioretto    | Serena Rossini                                                                        | Arianna Pappone                                                                 | Leonie Ebert Anca Saveanu                                             |
| Spada       | Federica Isola                                                                        | Manana Saumova                                                                  | Luise Elmer Lola Lucani                                               |
| Sciabola    | Liza Pusztai                                                                          | Dorottya Bérczy                                                                 | Sarah-Camille Noutcha Gréta Koós                                      |
| A squadre   |                                                                                       |                                                                                 |                                                                       |
| Fioretto    | Russia Anastasija Karpačëva Anastasija Semënova Aleksandra Sundučkova Anna Udovičenko | Germania Leonie Ebert Pia Ueltgesforth Kari Weiner Sophia Werner                | Italia Lara Bertola Martina Favaretto Arianna Pappone Serena Rossini  |
| Spada       | Italia Alessandra Bozza Beatrice Cagnin Federica Isola Lara Pasin                     | Russia Ajzanat Murtazaeva Manana Saumova Viktorija Šičkina Anastasija Soldatova | Romania Denisa Barosan Bianca Benea Alexandra Predescu Zsuzsa Schlier |
| Sciabola    | Ungheria Dorottya Bérczy Bianka Kern Gréta Koós Liza Pusztai                          | Francia Pauline Conscience Anna Laporte Sarah-Camille Noutcha Anne Poupinet     | Russia Anastasija El'kina Anna Korolëva Alina Michajlova Marija Siner |